# 萊納宮

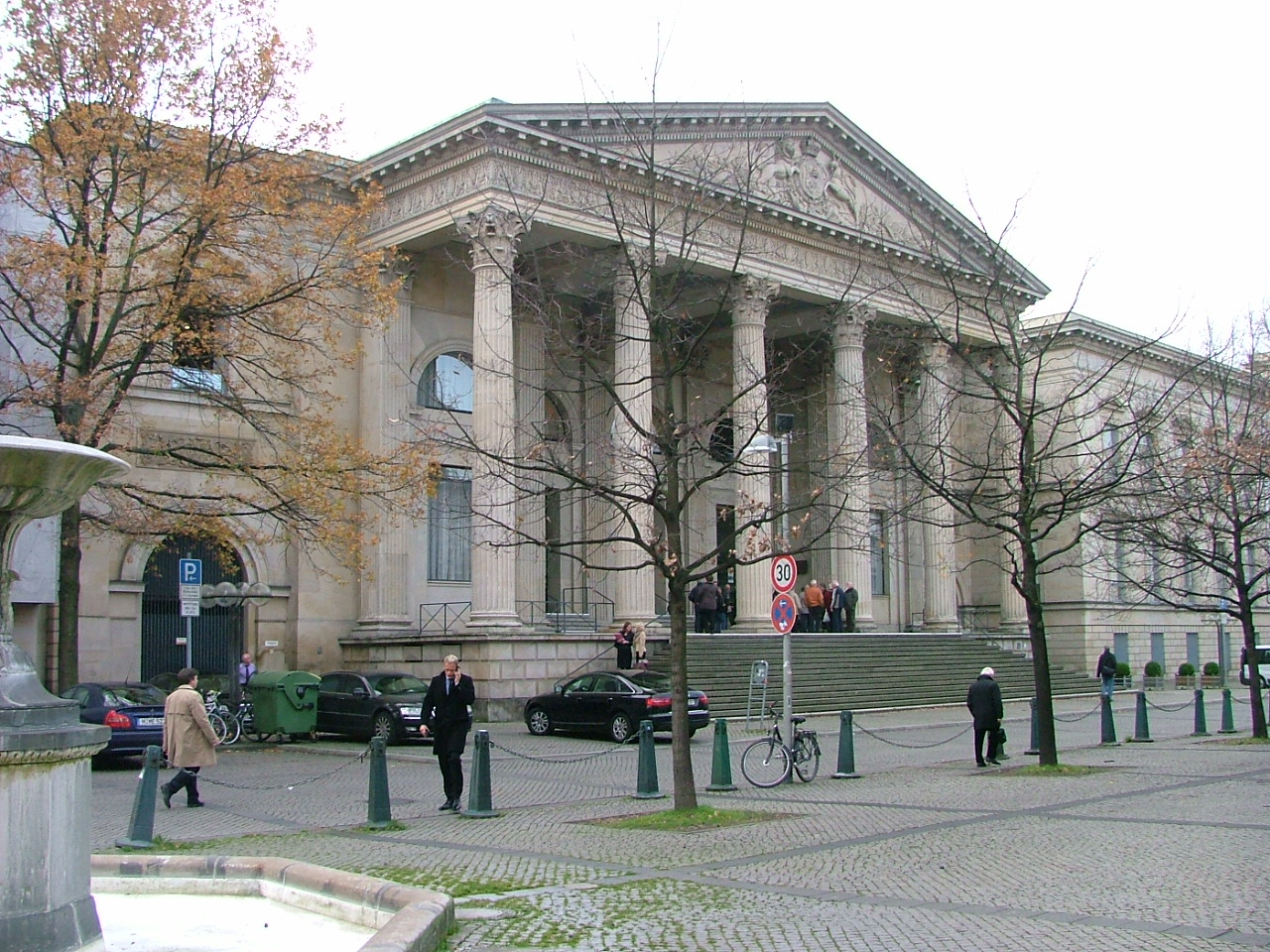
入口

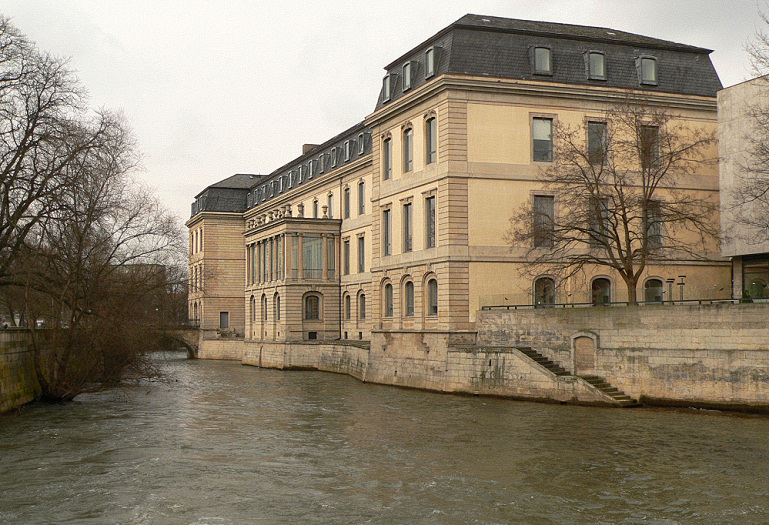
位於萊納河沿岸的一側

萊納宮（德語：Leineschloss）是位於德國城市漢諾威的一座建築。萊納宮曾經是漢諾威國王的宮殿，現在則是下薩克森州議會的辦公場所。

## 外部連結
52°22′14″N 9°44′01″E / 52.37056°N 9.73361°E